# Kritisch-exegetischer Kommentar über das Neue Testament
Der Kritisch-exegetischer Kommentar über das Neue Testament (KEK) ist ein großes Sammelwerk von Bibelkommentaren zum Neuen Testament. Er wird, da er seit mehr als 175 Jahren lieferbar ist, auch als eines der traditionsreichsten Kommentarwerke der neutestamentlichen Wissenschaft bezeichnet.
Die Bände erscheinen im Verlag Vandenhoeck & Ruprecht.

## Herausgeber
Begründet wurde die Reihe von Heinrich August Wilhelm Meyer. Nach dem Tod von Meyer gab es von 1873 bis 1971 keinen Herausgeber der Reihe. Ferdinand Hahn war dann Herausgeber von 1976 bis 1997 und Dietrich-Alex Koch fungiert ab 1998 in dieser Position.

## Auflagen
- Das Neue Testament Griechisch
  - Das Neue Testament Griechisch nach den besten Hülfsmitteln kritisch revidirt mit einer neuen Deutschen Übersetzung von Heinr. Aug. Wilh. Meyer (=Das Neue Testament Griechisch nach den besten Hülfsmitteln kritisch revidirt mit einer neuen Deutschen Übersetzung und einem kritischen und exegetischen Kommentar von Heinr. Aug. Wilh. Meyer. Erster Theil den Griechischen Text und die Deutsche Übersetzung enthaltend.) Vandenhoeck und Ruprecht, Göttingen 1829.
    - Erste Abtheilung die vier Evangelien.[2]
    - Zweite Abtheilung die Apostelgeschichte, die neutestamentlichen Briefe und die Apokalypse.[3]

- Frühe Auflagen des Kommentars
  - Heinr. Aug. Wilh. Meyer: Kritisch exegetisches Handbuch über die Evangelien des Matthäus, Markus und Lukas[4] (=Das Neue Testament Griechisch nach den besten Hülfsmitteln kritisch revidirt mit einer neuen Deutschen Übersetzung und einem kritischen und exegetischen Kommentar von Heinr. Aug. Wilh. Meyer. Zweiter Theil den Kommentar enthaltend. Erste Abtheilung die Evangelien des Matthäus, Markus und Lukas)[5] (= Kritisch exegetischer Kommentar über das Neue Testament von Heinr. Aug. Wilh. Meyer. Erste Abtheilung die Evangelien des Matthäus, Markus und Lukas umfassend)[6]. Vandenhoeck und Ruprecht, Göttingen 1832.
  - Heinr. Aug. Wilh. Meyer: Kritisch exegetisches Handbuch über die Apostelgeschichte[7] (=Das Neue Testament Griechisch nach den besten Hülfsmitteln kritisch revidirt mit einer neuen Deutschen Übersetzung und einem kritischen und exegetischen Kommentar von Heinr. Aug. Wilh. Meyer. Zweiter Theil den Kommentar enthaltend. Erste Abtheilung die Apostelgeschichte)[8] (= Kritisch exegetischer Kommentar über das Neue Testament von Heinr. Aug. Wilh. Meyer. Erste Abtheilung die Apostelgeschichte umfassend)[9]. Vandenhoeck und Ruprecht, Göttingen 1835.

Die Auflagen im Folgenden beziehen sich beispielhaft auf die 16. Abteilung, Offenbarung des Johannes:
Die ersten vier Auflagen erschienen in der Bearbeitung von Friedrich Düsterdieck:
- 1. Auflage 1859
- 2. Auflage 1865
- 3. Auflage 1877
- 4. Auflage 1887

Die folgenden beiden Auflagen erschienen in Bearbeitung von Wilhelm Bousset:
- 5. Auflage 1896
- 6. Auflage 1906

Die derzeit aktuellen Ausgaben (Hrsg. Dietrich-Alex Koch):
- Band 1/3: Hans Klein: Das Lukasevangelium, 2006. ISBN 978-3-525-51500-6.
- Band 2: Rudolf Bultmann: Das Evangelium des Johannes, 21. Auflage, 1986. ISBN 978-3-525-51513-6.
- Band 3: Jakob Jervell: Die Apostelgeschichte, 1998. ISBN 978-3-525-51627-0.
- Band 4: Eduard Lohse: Der Brief an die Römer, 2003. ISBN 978-3-525-51630-0.
- Band 5: Hans Conzelmann: Der erste Brief an die Korinther, 2. Auflage, 1981. ISBN 978-3-525-51620-1. (Digitalisat)
- Band 7: Heinrich Schlier: Der Brief an die Galater, 6. Auflage, 1989. ISBN 978-3-525-51545-7.
- Band 8: Gerhard Sellin: Der Brief an die Epheser, 2008. ISBN 978-3-525-51550-1.
- Band 9/2: Eduard Lohse: Der Brief an die Kolosser und Philemon, 2. Auflage, 1977. ISBN 978-3-525-51636-2. (Digitalisat)
- Band 12/1: Leonhard Goppelt: Der erste Petrusbrief, 1978. ISBN 978-3-525-51618-8. (Digitalisat)
- Band 12/2: Henning Paulsen: Der zweite Petrusbrief und der Judasbrief, 1992. ISBN 978-3-525-51626-3. (Digitalisat)
- Band 13: Hans-Friedrich Weiß: Der Brief an die Hebräer, 1991. ISBN 978-3-525-51625-6.
- Band 14: Georg Strecker: Die Johannesbriefe, 1989. ISBN 978-3-525-51621-8.
- Band 15: Martin Dibelius: Der Brief des Jakobus, 6. Auflage, 1984. ISBN 978-3-525-51612-6. (Digitalisat)
- Sonderband: Charles Kingsley Barrett: Das Evangelium nach Johannes, 1990. ISBN 978-3-525-51623-2. (Digitalisat)
- Band 16: Akira Satake: Die Offenbarung des Johannes, 2008. ISBN 978-3-525-51616-4.

## Kommentar zu den Apostolischen Vätern (KAV), Ergänzungsreihe zum KeK
Die Ergänzungsreihe umfasst derzeit acht Bände, sieben sind bereits veröffentlicht. Herausgeber (Stand 2016) waren und sind Norbert Brox †, Georg Kretschmar †, Kurt Niederwimmer sowie Ferdinand Rupert Prostmeier.
Die Bände zur Didache, zum Ersten und Zweiten Clemensbrief, zu den Polykarpbriefen, zum Martyrium des Polykarp, zum Hirt des Hermas und zum Barnabasbrief sind bereits erschienen. Band vier zu den Ignatiusbriefen ist noch in Vorbereitung.